# Ballonpilotenlizenz
Die Ballonpilotenlizenz BPL ist die in der Europäischen Union vorgeschriebene Lizenz zum Führen von Ballonen und Heißluft-Luftschiffen.

## Ausbildung
Die Ausbildung richtet sich nach der Verordnung (EU) Nr. 1178/2011 (EU-FCL) der Europäischen Union. Bewerber um eine BPL müssen mindestens 16 Jahre alt sein und an einer theoretischen und praktischen Ausbildung teilnehmen.
Im theoretischen Teil der Ausbildung werden folgenden Sachgebiete behandelt und bei einer Abschlussprüfung entsprechende Kenntnisse geprüft:
- Luftrecht
- menschliches Leistungsvermögen
- Meteorologie
- Kommunikation
- Grundlagen des Fliegens
- betriebliche Verfahren
- Flugleistung und Flugplanung
- allgemeine Luftfahrzeugkunde
- Navigation

Die praktische Ausbildung umfasst mind. 16 Stunden Fahrzeit, davon 12 Stunden mit Fluglehrer, 10 Ballonfüllungen und mindestens 20 Starts und Landungen. Dazu kommt ein überwachter Alleinflug (~fahrt) von mindestens 30 Minuten Dauer.

## Erweiterung der Rechte
Die Rechte als Ballonführer sind auf Freiballone der Ballonklasse und-gruppe beschränkt, in der man die praktische Prüfung abgelegt hat. Für die Führung von Fesselballone sind drei Ausbildungsaufstiege in solch einen Ballon notwendig. Für die Erweiterung auf andere Ballonklassen sind fünf Fahrstunden mit einem Fluglehrer und eine praktische Prüfung einschließlich Nachweis theoretischer Kenntnisse der zusätzlichen Ballonklasse in Grundlagen des Fliegens, betriebliche Verfahren, Flugleistung und Flugplanung sowie allgemeine Flugzeugkunde nachzuweisen.

## Ausübung der Rechte
Um die Rechte als Ballonführer ausüben zu dürfen, muss man in den letzten 24 Monaten sechs Stunden als Ballonführer mit zehn Starts und Landungen durchgeführt haben. Zusätzlich ist in diesem Zeitraum ein Schulungsflug mit Lehrberechtigten notwendig. Für jede zusätzliche Ballonklasse sind es drei Stunden mit drei Landungen. 
Die gewerbliche Nutzung der Lizenz ist möglich, wenn der Pilot mindestens 18 Jahre alt ist und 50 Fahrstunden mit 50 Starts und Landungen als verantwortlicher Pilot mit Ballonen durchgeführt hat. Zudem muss eine Befähigungsüberprüfung mit einer Prüfung in der gewählten Ballonklasse durchgeführt werden. Unabhängig davon darf man als Lehrberechtigter oder Prüfer eine Vergütung erhalten.
Für die gewerbliche Nutzung und Mitnahme von Passagieren sind in den letzten 180 Tagen drei Fahrten insgesamt mit mindestens einer Fahrt in der Ballonklasse und -gruppe des Passagiertransports notwendig. Diese fortlaufende Erfahrung für die Passagierberechtigung kann durch einen Schulungsflug innerhalb der letzten 180 Tage ersetzt werden.